# رامي السيد
رامي أحمد السيد ناشط سياسي سوري وأحد أبرز وجوه الثورة السورية في حمص.[بحاجة لمصدر] يعتبر رامي مصور البث المباشر الرئيسي في حي بابا عمرو جنوب غرب مدينة حمص السورية ، قتل رامي بعد إصابته بشظايا قذيفة أثناء محاولته إسعاف جرحى، نُقل على أثرها إلى مستشفى ميداني متواضع في حي بابا عمرو المحاصر لم يستطع إنقاذه لنقص حاد في المعدات، متزوج ولديه طفلة تدعى مريم لم تتجاوز السنة والنصف من عمرها، حمّل رامي ما يزيد على 800 فيديو على موقع بامبيوزر المتخصص في البث الحي، ووثق الأوضاع في مدينة حمص مصوراً قوات الأمن السورية والجيش النظامي السوري وهما يحاولان السيطرة على أحياء في المدينة من الجيش السوري الحر بإطلاقها الصواريخ وقذائف المورتر عشوائيّاً.